# Hatten
Hatten é uma comuna francesa na região administrativa de Grande Leste, no departamento Baixo Reno. Estende-se por uma área de 19 km². Em 2010 a comuna tinha 1 944 habitantes (densidade: 102,3 hab./km²).